# 舜宇光學
舜宇光學科技（集團）有限公司，簡稱舜宇光學科技（集團）、舜宇光學科技（英語：Sunny Optical Technology (Group) Company Limited，港交所：2382），前身為1993年創立的餘姚市眾利達光電公司及1984年創立的余姚市第二光学仪器厂。
總部位於中华人民共和国浙江省余姚市舜科路27-29号。經營生產、銷售等光学零件、光电产品和光学仪器。它是中国主要智能手机品牌的供应商，包括小米和华为。
招股價為3.82港元，發行新股為2.7億股，集資額為10.314億港元，股份在2007年6月15日於港交所主板上市。

## 連結
- 官方网站